# Antonio Palau Termes
Antonio Palau Termes (Valls, 26 de julho de 1806 - Barcelona, 8 de julho de 1862) foi um bispo espanhol.

## Biografia
Ordenado sacerdote em 1831, Palau i Térmens foi confirmado como bispo da diocese de Vic em 22 de dezembro de 1853 tendo sido ordenado a 23 de abril de 1854, através de José Caixal y Estradé, Bispo de Urgel. Os principais co-consagradores foram Pedro Cirilo Uriz y Labayru, Bispo de Lérida, e Thaddeus Amat y Brusi, Bispo de Monterrey.
Foi indicado como bispo da diocese de Barcelona em 25 de setembro de 1857, onde veio a falecer em 1862. No exercício deste cargo foi a autoridade responsável pelo Auto de fé de Barcelona.